# Eyes (videogioco)
Eyes è un videogioco arcade pubblicato da Rock-Ola nel 1982, al pari di Nibbler, col quale ha alcuni elementi in comune.

## Modalità di gioco
Il giocatore è un occhio in un labirinto. L'obiettivo è quello di sparare a tutti i puntini per passare al livello successivo. Occhi computer inseguono e cercano di colpire il giocatore, che comunque può sparare su di loro, eliminandoli temporaneamente dal gioco. I proiettili che sparano gli occhi computer sono letali. 
Più la sessione procede, più occhi computer vengono aggiunti al livello: essi sparano sempre più rapidamente e si muovono sempre più velocemente. I livelli sono otto ma si ripetono all'infinito. Si ottengono punti sia per ogni puntino rimosso sia per ogni occhio computer colpito.